# Jean-Jacques Scherrer
Jean-Jacques Scherrer (n. 29 septembrie 1855, Lutterbach, région Alsace⁠(d), Franța – d. 16 mai 1916, Paris, Franța) a fost un pictor academic francez. Uitat acum în mare măsură, picturile sale istorice i-au câștigat o atenție considerabilă la vremea sa. 
Născut la Lutterbach în Alsacia, Scherrer a fost crescut de unchiul său după moartea tatălui său, când acesta avea doar 6 ani. După ce a părăsit școala, a lucrat la fabrica Haefley din Pfastatt unde talentul său pentru desen a fost remarcat de unul dintre directori. În 1871, după Tratatul de la Frankfurt, a ales cetățenia franceză și s-a mutat la Paris, unde i-a predat Pierre-Jules Cavelier⁠(d) în atelierul lui Félix-Joseph Barrias. Barrias l-a încurajat să-și continue studiile la École des Beaux-Arts, unde a intrat sub îndrumarea lui Alexandre Cabanel, al cărui stil academic l-a urmărit îndeaproape.

## Carieră
Deși Scherrer a început să expună în 1877, lucrarea sa Resurrection du fils de la veuve de Naïm, prezentată la Salon de l'Académie de Peinture⁠(d) a fost cea care i-a stabilit reputația. În 1881, pictura sa L'Assassinat du maréchal Brune a fost primită cu un succes deosebit, câștigându-i un stipendiu care i-a permis să petreacă doi ani în Italia. La întoarcerea sa la Paris în 1883, a pictat Beaurepaire, la capitulation de Verdun, le 2 septembre 1792. A continuat să primească premii pentru L'Entrée de Jeanne d'Arc à Orléans, victorieuse des Anglais (1887) și Isabeau de Bavière (1889), expuse în același an la Exposition Universelle, și Charlotte Corday à Caen (1892). La sfârșitul secolului, după decorarea pavilionului SEITA pentru Expoziția Universală (1900), a fost numit cavaler al Legiunii de Onoare. 
Pe lângă lucrările sale academice, care au fost pictate cu o precizie aproape fotografică, Scherrer a pictat și nuduri și a copiat operele lui Raphaël în Italia și pe cele ale altor maeștri expuse la Luvru. De asemenea, a pictat peisaje din nordul Franței, Țările de Jos și Italia, precum și picturi de gen, inclusiv Joueurs de dames. Alte lucrări importante sunt Rachel déclamant la tragédie de Phèdre, devant Alfred de Musset și L'Heure du lait en Haute Alsace. De asemenea, a pictat animale (Chevaux à l'abri) și portrete (Gaston Roullet).
Timp de 32 de ani, Scherrer și-a expus lucrările la Paris, Barcelona, Chicago și Tunis. Astăzi pot fi văzute în Franța, Canada și Statele Unite. După moartea sa survenită la Paris, în mai 1916, a avut loc o expoziție a lucrărilor sale în 1920. În 2006, o mare expoziție a lucrărilor sale a avut loc în orașul natal Lutterbach.

## Recepție
Deși Scherrer nu este foarte cunoscut astăzi, eclipsat de impresioniștii contemporani, el a fost bine primit la începutul secolului al XX-lea. Un comentator al Journal d'Alsace a scris: „Opera lui Scherrer se caracterizează printr-o atenție constantă la formă și compoziție. Un colorist puternic, cu darul unei imaginații fructuoase, celebrul nostru compatriot este unul dintre cei mai apreciați artiști ai timpurilor noastre.”

## Familie
În 1880, Scherrer s-a căsătorit cu Mathilde Haquette, o decoratoare de porțelan la fabrica Sèvres. Au avut doi copii: Jean, care a murit pe mare la vârsta de 18 ani, și Lucie-Marthe (1884–1979), care era foarte apropiată de tatăl ei.